# Cylindromyia dimidiata
Cylindromyia dimidiata là một loài ruồi trong họ Tachinidae.